# Maison-musée Pedro Nel Gómez
La maison-musée Pedro Nel Gómez est un site culturel de la ville de Medellín, Colombie, constituée par Pedro Nel Gómez et sa famille le 15 novembre 1975. Elle a pour objectif de conserver la maison, son patrimoine artistique, bibliographique et documentaire comme un patrimoine culturel et artistique de la ville de Medellín et de Colombie.

## Description
Le lieu est agrémenté de fresques décoratives d'une aire totale de 160 m2. Aussi, il conserve dans ses archives les "cartons" préparatoires des presque 2 200 m2 de fresques décoratives réalisées dans différents espaces et édifices publics de la ville et du pays.
La maison garde près de 3015 œuvres d'art comprenant des dessins, aquarelles, huiles, pastels, ainsi que quelques sculptures et projets architecturaux. La bibliothèque Giuliana Scalaberni, dont le nom fait référence à la femme de l'artiste, décédée avant que ne soit achevée la construction de la maison, est intégrée au musée, et conserve environ 2000 livres et plus de 5000 documents sur la vie et l’œuvre de l'artiste.
En plus de garder et de montrer lors d'expositions permanentes la production inestimable et multi-facettes de celui qui était appelé "Le peintre de la patrie", l'organisme propose des services de gestion et de promotion des activités artistiques et culturelles, de formation, de consultant et de recherche en partenariat avec de nombreuses institutions publiques et privées de la région et du pays.
Pour le public en général, visiteurs, étudiants, artistes et chercheurs, la Maison-musée offre les services de bibliothèque, visites guidées, programmes d'enseignement informels et en continu. Elle offre également les services de marqueterie spécialisée, de conservation, restauration et désinfection d’œuvres. Elle délivre la certification et l'évaluation d’œuvres originales de Pedro Nel Gómez.
La maison-musée Pedro Nel Gómez acquiert le statut de monument national via la résolution no 1640 du 24 novembre 2004.